# ヌルラン・アビルマジヌリ
ヌルラン・アビルマジヌリ（カザフ語: نۇرلان ٴابىلماجىن ۇلى / Нұрлан Әбілмәжінұлы，中国語:努尔兰·阿不都满金）は、中華人民共和国の政治家。1962年12月生まれ。カザフ族。新彊ウイグル自治区イリ・カザフ自治州霍城県出身。1985年5月中国共産党入党。
現在、中国人民政治協商会議新彊ウイグル自治区委員会主席。

## 略歴
1985年に新彊大学法律系専攻を卒業。
卒業後は新疆ウイグル自治区トックズタラ県人民法院で裁判官や副院長、院長を務め,
1992年～2001年に新彊ウイグル自治区高級人民法院イリ・カザフ自治州分院にて副院長や院長を務める。
2001年よりイリ・カザフ自治州党委副書記、副州長、代理州長を務め、2002年には州長となる。
2003年～2008年に新疆ウイグル自治区人民政府副主席、2006年～2013年に中国共産党新彊ウイグル自治区委員会常務委員。
2012年11月に第18期中国共産党中央委員会候補委員。2013年1月より中国人民政治協商会議新彊ウイグル自治区委員会主席。2017年に第19期中国共産党中央委員会委員。2018年1月に中国人民政治協商会議第13期全国委員会委員。
2022年10月22日に第20期中国共産党中央委員会委員に再選。